# Kindheit und Jugend in Deutschland

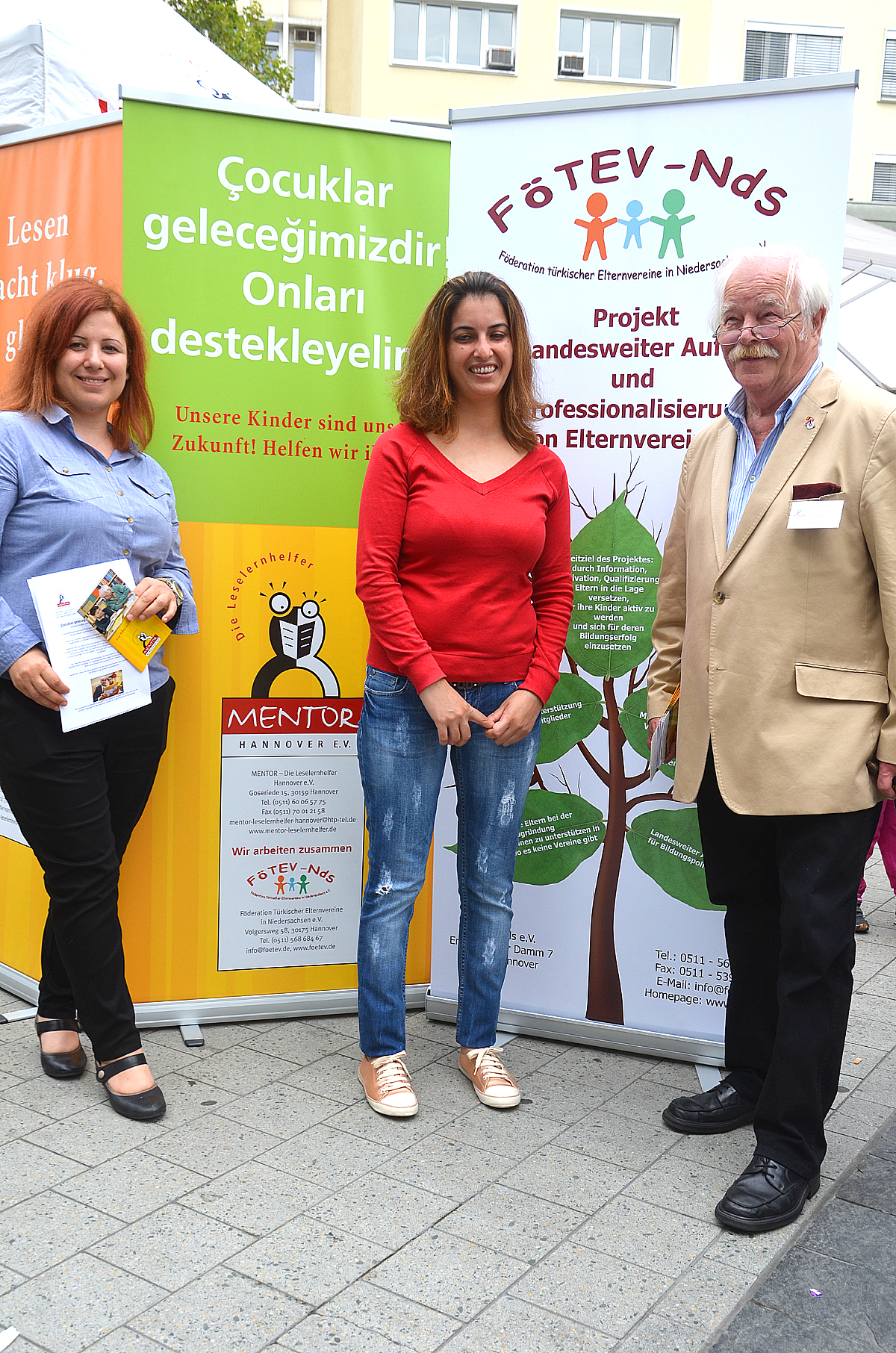
„Unsere Kinder sind unsere Zukunft!“ („Çocular geleceğimizdir Onlari destekleyelin“); Gemeinsamer Informationsstand der Föderation Türkischer Elternvereine in Deutschland (FÖTEV, hier die niedersächsische) mit Mentor – Die Leselernhelfer Hannover;
2015 beim „Entdeckertag der Region Hannover“

Dieser Artikel über Kindheit und Jugend in Deutschland behandelt die Lebensbedingungen Minderjähriger in Deutschland in der Gegenwart. Eine genaue empirische Übersicht vermitteln die World Vision Kinderstudien und die Shell Jugendstudien, an deren Konzeption und Umsetzung der Sozialforscher Klaus Hurrelmann maßgeblich beteiligt ist.

## Demografie
In Deutschland leben (Stand: Mai 2003) 14,9 Millionen minderjährige Kinder. Laut deutschem Mikrozensus von 2005 werden diese von rund 8,8 Millionen 15- bis 64-jährigen Müttern großgezogen (Stand: März 2004; die betreffenden Aussagen des Mikrozensus besagen nichts über die Väter). Die 1,7 Millionen ostdeutschen Mütter mit minderjährigen Kindern ziehen am häufigsten ein Einzelkind groß (50 %, früheres Bundesgebiet: 37 %), die entsprechenden 7,1 Millionen westdeutschen Mütter am häufigsten zwei Kinder (45 %, neue Länder und Berlin: 40 %). Am seltensten betreuten ost- und westdeutsche Mütter mit minderjährigen Kindern drei und mehr Kinder im Haushalt, nämlich 18 % der entsprechenden westdeutschen Mütter und 10 % der jeweiligen ostdeutschen Mütter.

### Geburten
Laut Aussage des Kinderhilfswerks UNICEF hat sich die Zahl der Geburten von 1960 bis 2004 fast halbiert. Mütter sind heute bei der Geburt ihres ersten Kindes durchschnittlich 30 Jahre alt, fünf Jahre älter als 1960.
Junge Menschen wollen immer weniger Kinder. 2005 wollten 26,3 % der Männer und 14,6 % der Frauen in Deutschland keine Kinder. UNICEF hob hervor, dass es in Essen dreimal so viele Autos gebe wie Kinder, in Hamburg viermal und in München fünfmal so viele Autos wie Kinder.
Von vornherein umstritten waren folgende Aussagen, die sich Kritikern zufolge aus der Art der Erhebung des Mikrozensus ergab: Mit 35 Jahren sind 62 % der Hochschulabsolventinnen kinderlos. Demographen gehen davon aus, dass in Zukunft die Hälfte aller Akademikerinnen lebenslang kinderlos bleiben wird. Diese Zahlen sind umstritten. Nach anderen Quellen sind nur 42 % der 40-jährigen Akademikerinnen kinderlos.

Siehe auch: Kinderlosigkeit

## Recht

### Namensrecht
Nach deutschem Namensrecht trägt das Kind als Nachnamen den Ehenamen der Eltern bzw. den Familiennamen eines Elternteils. Der Vorname des Kindes wird durch die sorgeberechtigten Eltern bestimmt. Das Kind kann erst bei Volljährigkeit und nur in eng definierten  Ausnahmefällen aus wichtigem Grund eine Namensänderung bewirken.

### Rechte und Pflichten von Kindern und Jugendlichen

#### Elterliche Sorge und Recht auf gewaltfreie Erziehung
Kinder (Kinder und Jugendliche) haben das Recht auf den Umgang mit beiden Elternteilen. Sie unterliegen der Personen- und der Vermögenssorge ihrer Eltern oder der an ihre Stelle tretenden Sorgerechtsberechtigten, die das Sorgerecht zum Wohl des Kindes auszuüben haben. Die Kinder haben ein Recht auf gewaltfreie Erziehung. Körperliche Bestrafungen, seelische Verletzungen und andere entwürdigende Maßnahmen sind unzulässig (§ 1631 Abs. 2 BGB), wenn auch nicht in jedem Fall strafbar. Zwar sind Streit und Aggression unter Geschwistern nicht unmittelbar gesetzlich geregelt, allerdings greift auch hier bei gewalttätigen Handlungen die Aufsichts- und Sorgepflicht der Eltern.
In Angelegenheiten der Ausbildung und des Berufes ist insbesondere auf die Eignung und Neigung des Kindes Rücksicht zu nehmen.
Über diese Vorgaben wacht die staatliche Gemeinschaft. Das Familiengericht hat die Eltern auf Antrag bei der Ausübung der Personensorge in geeigneten Fällen zu unterstützen. Es kann, wenn es im Interesse des Kindeswohls geboten ist, die elterliche Sorge einschränken, indem es Maßnahmen zum Schutz vor Gewalt anordnet, einen Pfleger bestellt, das Umgangsrecht regelt, die Trennung des Kindes von der Obhutsperson bestimmt sowie das Verbleiben des Kindes bei einer Person oder die Herausgabe des Kindes anordnet. Das Sorgerecht kann auch ganz entzogen werden und ein Vormund bestellt werden. Zur Abwendung einer erheblichen Selbst- oder Fremdgefährdung des Kindes kann das Kind auch durch Gerichtsbeschluss unter Berücksichtigung des Verhältnismäßigkeitsgrundsatzes in einer Einrichtung unter Inkaufnahme einer Freiheitsentziehung untergebracht werden (siehe auch: Kinderrechte#Deutschland).
Ist das Kind älter als 14 Jahre, hat es ein eigenes Antragsrecht, mit dem es ein Verfahren beim Familiengericht einleiten kann, um seine Rechte zu wahren. Es kann die Bestellung eines Verfahrensbeistands beantragen. Ist es zur Wahrnehmung der Interessen des Kindes erforderlich, bestellt das Gericht von Amts wegen einen Verfahrensbeistand. Im Übrigen können die Sorgeberechtigten und das Jugendamt Verfahren beim Familiengericht einleiten.
Weder Eltern noch minderjährige Kinder können in eine Sterilisation des Kindes einwilligen. Ein bis auf wenige Ausnahmen gültiges Verbot von Schönheitsoperationen an Minderjährigen ist politisch in der Diskussion.
In Deutschland lassen viele Eltern islamischen oder jüdischen Glaubens aus religiösen Gründen den Penis ihres minderjährigen Sohnes beschneiden. Eltern jüdischen Glaubens lassen ihre Kinder oft am achten Tag nach der Geburt beschneiden („Brit Mila“). Weniger verbreitet ist die Brit Shalom, eine symbolische Alternative zur Brit Mila. Eltern moslemischen Glaubens lassen ihre Söhne oft im Alter von vier bis sechs Jahren beschneiden.
Das Landgericht Köln erkannte darin im Mai 2012 in zweiter Instanz eine rechtswidrige Körperverletzung. Das Recht auf körperliche Unversehrtheit wiege wegen der Endgültigkeit des Eingriffes schwerer als das Erziehungsrecht der Eltern und deren Religionsfreiheit. Außerdem laufe diese irreversible Veränderung dem Interesse des Kindes zuwider, später selbst über seine Religionszugehörigkeit entscheiden zu können. Der Deutsche Bundestag erwägt ein Gesetz zu diesem Thema.

#### Pflichten
Ab dem Schulalter sind Kinder und Jugendliche schulpflichtig; dies schließt die Erledigung der Schulaufgaben ein. Nach § 1618a BGB sind Eltern und Kinder einander Beistand und Rücksicht schuldig. Nach § 1619 BGB ist jedes bei seinen Eltern lebende Kind verpflichtet, “in einer seinen Kräften und seiner Lebensstellung entsprechenden Weise den Eltern in ihrem Hauswesen und Geschäft Dienste zu leisten”; dies schließt je nach Alter die eigene Körperpflege (waschen, Zähne putzen) und die Mithilfe im Haushalt ein, insbesondere auch für das eigene Zimmer. Diese Pflichten stehen nicht im Widerspruch zum Verbot der Kinderarbeit (§ 5 JArbSchG) und werden auch als erzieherisch wichtig angesehen.

#### Kinderschutz
Nach den Schätzungen von UNICEF von 2003 werden jedes Jahr in Deutschland 150.000 Kinder durch ihre Eltern misshandelt. Laut polizeilicher Kriminalstatistik werden in Deutschland jedes Jahr rund 20.000 Fälle von sexuellem Missbrauch gemeldet. Die Dunkelziffer wird viermal so hoch geschätzt.
In Deutschland ist Arbeit von Kindern oder Jugendlichen, die noch der Vollzeitschulpflicht unterliegen, durch das Jugendarbeitsschutzgesetz verboten. Allerdings gelten bestimmte im Gesetz festgelegte Ausnahmen, etwa für leichte Tätigkeiten für Kinder ab 13 Jahren (siehe: Rechtliche Bewertung der Kinderarbeit).

#### Rechte behinderter Kinder
Seit Inkrafttreten des SGB IX 2001 und der Frühförderungsverordnung 2003 können Leistungen der Sozialhilfe und der Kinder- und Jugendhilfe und Leistungen der Krankenkassen als eine „Komplexleistung“ durch Interdisziplinäre Frühförderstellen und Sozialpädiatrische Zentren erbracht werden.

### Altersgrenzen
| Begriff         | 0     | 1     | 2     | 3     | 4     | 5     | 6        | 7        | 8        | 9        | 10    | 11    | 12      | 13      | 14    | 15    | 16    | 17    | 18                      | 19                      | 20                      | 21                      | 22                      | 23                      | 24                      | 25                      | 26                      | 27   | 28   | 29   |
| Säugling        | ja    | nein  | nein  | nein  | nein  | nein  | nein     | nein     | nein     | nein     | nein  | nein  | nein    | nein    | nein  | nein  | nein  | nein  | nein                    | nein                    | nein                    | nein                    | nein                    | nein                    | nein                    | nein                    | nein                    | nein | nein | nein |
| Kleinkind       | teils | ja    | ja    | teils | teils | teils | teils    | nein     | nein     | nein     | nein  | nein  | nein    | nein    | nein  | nein  | nein  | nein  | nein                    | nein                    | nein                    | nein                    | nein                    | nein                    | nein                    | nein                    | nein                    | nein | nein | nein |
| Kind            | ja    | ja    | ja    | ja    | ja    | ja    | ja       | ja       | ja       | ja       | ja    | ja    | teils   | teils   | teils | teils | teils | teils | nein                    | nein                    | nein                    | nein                    | nein                    | nein                    | nein                    | nein                    | nein                    | nein | nein | nein |
| Kindheit        | nein  | nein  | nein  | frühe | frühe | frühe | mittlere | mittlere | mittlere | mittlere | späte | späte | späte   | späte   | nein  | nein  | nein  | nein  | nein                    | nein                    | nein                    | nein                    | nein                    | nein                    | nein                    | nein                    | nein                    | nein | nein | nein |
| Schulkind       | nein  | nein  | nein  | nein  | nein  | nein  | ja       | ja       | ja       | ja       | ja    | ja    | ja      | ja      | ja    | ja    | teils | teils | nein                    | nein                    | nein                    | nein                    | nein                    | nein                    | nein                    | nein                    | nein                    | nein | nein | nein |
| Jugend (Shell)  | nein  | nein  | nein  | nein  | nein  | nein  | nein     | nein     | nein     | nein     | nein  | nein  | ja      | ja      | ja    | ja    | ja    | ja    | ja                      | ja                      | ja                      | ja                      | ja                      | ja                      | ja                      | nein                    | nein                    | nein | nein | nein |
| Jugend (UN)     | nein  | nein  | nein  | nein  | nein  | nein  | nein     | nein     | nein     | nein     | nein  | nein  | nein    | teils   | teils | ja    | ja    | ja    | ja                      | ja                      | teils                   | teils                   | teils                   | teils                   | teils                   | nein                    | nein                    | nein | nein | nein |
| jugendlich      | nein  | nein  | nein  | nein  | nein  | nein  | nein     | nein     | nein     | nein     | nein  | nein  | nein    | nein    | ja    | ja    | ja    | ja    | teils                   | teils                   | teils                   | nein                    | nein                    | nein                    | nein                    | nein                    | nein                    | nein | nein | nein |
| Teenager        | nein  | nein  | nein  | nein  | nein  | nein  | nein     | nein     | nein     | nein     | nein  | nein  | nein    | ja      | ja    | ja    | ja    | ja    | ja                      | ja                      | nein                    | nein                    | nein                    | nein                    | nein                    | nein                    | nein                    | nein | nein | nein |
| Schutzalter     | ja    | ja    | ja    | ja    | ja    | ja    | ja       | ja       | ja       | ja       | ja    | ja    | ja      | ja      | teils | teils | teils | teils | nein                    | nein                    | nein                    | nein                    | nein                    | nein                    | nein                    | nein                    | nein                    | nein | nein | nein |
| minderjährig    | ja    | ja    | ja    | ja    | ja    | ja    | ja       | ja       | ja       | ja       | ja    | ja    | ja      | ja      | ja    | ja    | ja    | ja    | nein                    | nein                    | nein                    | nein                    | nein                    | nein                    | nein                    | nein                    | nein                    | nein | nein | nein |
| Kindergeld      | ja    | ja    | ja    | ja    | ja    | ja    | ja       | ja       | ja       | ja       | ja    | ja    | ja      | ja      | ja    | ja    | ja    | ja    | teils                   | teils                   | teils                   | teils                   | teils                   | teils                   | teils                   | ehemals                 | ehemals                 | nein | nein | nein |
| jung            | teils | teils | teils | teils | teils | teils | teils    | teils    | teils    | teils    | ja    | ja    | ja      | ja      | ja    | ja    | ja    | ja    | teils                   | teils                   | teils                   | teils                   | teils                   | teils                   | teils                   | teils                   | teils                   | nein | nein | nein |
| geschäftsfähig  | nein  | nein  | nein  | nein  | nein  | nein  | nein     | teils    | teils    | teils    | teils | teils | teils   | teils   | teils | teils | teils | teils | ja                      | ja                      | ja                      | ja                      | ja                      | ja                      | ja                      | ja                      | ja                      | ja   | ja   | ja   |
| religionsmündig | nein  | nein  | nein  | nein  | nein  | nein  | nein     | nein     | nein     | nein     | teils | teils | teils   | teils   | ja    | ja    | ja    | ja    | ja                      | ja                      | ja                      | ja                      | ja                      | ja                      | ja                      | ja                      | ja                      | ja   | ja   | ja   |
| strafmündig     | nein  | nein  | nein  | nein  | nein  | nein  | nein     | nein     | nein     | nein     | nein  | nein  | ehemals | ehemals | teils | teils | teils | teils | ja                      | ja                      | ja                      | voll                    | voll                    | voll                    | voll                    | voll                    | voll                    | voll | voll | voll |
| sexualmündig    | nein  | nein  | nein  | nein  | nein  | nein  | nein     | nein     | nein     | nein     | nein  | nein  | nein    | nein    | teils | teils | teils | teils | ja                      | ja                      | ja                      | voll                    | voll                    | voll                    | voll                    | voll                    | voll                    | voll | voll | voll |
| Alkohol         | nein  | nein  | nein  | nein  | nein  | nein  | nein     | nein     | nein     | nein     | nein  | nein  | nein    | nein    | teils | teils | teils | teils | ja                      | ja                      | ja                      | ja                      | ja                      | ja                      | ja                      | ja                      | ja                      | ja   | ja   | ja   |
| volljährig      | nein  | nein  | nein  | nein  | nein  | nein  | nein     | nein     | nein     | nein     | nein  | nein  | nein    | nein    | nein  | nein  | nein  | nein  | ja, junger Volljähriger | ja, junger Volljähriger | ja, junger Volljähriger | ja, junger Volljähriger | ja, junger Volljähriger | ja, junger Volljähriger | ja, junger Volljähriger | ja, junger Volljähriger | ja, junger Volljähriger | ja   | ja   | ja   |
| heranwachsend   | nein  | nein  | nein  | nein  | nein  | nein  | nein     | nein     | nein     | nein     | nein  | nein  | nein    | nein    | nein  | nein  | nein  | nein  | ja                      | ja                      | ja                      | nein                    | nein                    | nein                    | nein                    | nein                    | nein                    | nein | nein | nein |
| FSK/USK         | 0     | 0     | 0     | 0     | 0     | 0     | 6        | 6        | 6        | 6        | 6     | 6     | 12      | 12      | 12    | 12    | 16    | 16    | 18                      | 18                      | 18                      | 18                      | 18                      | 18                      | 18                      | 18                      | 18                      | 18   | 18   | 18   |

#### Rechts- und Geschäftsfähigkeit
Kinder sind von Geburt an rechtsfähig; das schließt auch ihre Erbfähigkeit ein. Sie sind aber geschäftsunfähig, ab Vollendung des 7. Lebensjahres beschränkt geschäftsfähig; die volle Geschäftsfähigkeit tritt mit der Vollendung des 18. Lebensjahres ein. Soweit die Geschäftsfähigkeit eingeschränkt ist, werden die Kinder rechtsgeschäftlich durch die Sorgerechtsberechtigten vertreten.

#### Unterhaltsanspruch
Gegenüber ihren Eltern haben Kinder einen Unterhaltsanspruch, der in der Regel bis zum Abschluss einer beruflichen Ausbildung andauert. Das Taschengeld für Kinder und Jugendliche gilt als ein Teil der Lebenshaltungskosten, es besteht aber kein gesetzlicher Anspruch auf die Zahlung eines Taschengeldes.

#### Ehemündigkeit
Die Ehemündigkeit tritt mit der Volljährigkeit ein.
Bis 21. Juli 2017 konnten Jugendliche heiraten, wenn sie das 16. Lebensjahr vollendet hatten, der künftige Ehegatte volljährig war und das Familiengericht eine entsprechende Erlaubnis erteilt hatte; die Eltern konnten eine solche Eheschließung nur bei Vorliegen eines triftigen Grundes verhindern. Die Zahl der verheirateten Minderjährigen hatte sich durch den Zuzug von über einer Million Flüchtlingen in den Jahren 2015 und 2016 stark erhöht. Es kam dadurch zu einer politischen Debatte über die Frage, wie mit in anderen Staaten geschlossenen Kinderehen umzugehen sei (siehe hierzu: Artikel „Kinderheirat“, Abschnitt „Deutschland“).

#### Religionsmündigkeit
Ab einem Alter von 14 Jahren dürfen Jugendliche selbst darüber entscheiden, ob sie einer Religion bzw. welcher Religion sie zugehören wollen. Sie können sich ohne Zustimmung der Eltern vom Religionsunterricht in der Schule abmelden. Ab einem Alter von 12 Jahren darf ein Kind gegen seinen Willen nicht in einem anderen religiösen Bekenntnis als bisher erzogen werden (§ 5 Gesetz über die religiöse Kindererziehung).

#### Weitere Altersgrenzen
Siehe: Jugendschutzgesetz (Deutschland), Schutzalter#Deutschland, Volljährigkeit#Deutschland, Altersfreigabe#Deutschland, Führerschein und Fahrerlaubnis#Erteilungsvoraussetzungen, Wehrpflicht#Deutschland

#### Schuldunfähigkeit, Strafmündigkeit, Jugendkriminalität
Gemäß § 19 StGB sind Kinder bis zum vollendeten 14. Lebensjahr schuldunfähig.
Siehe auch: Strafmündigkeit#Rechtliche Situation in Deutschland, Jugendkriminalität, Jugendstrafrecht, Jugendstrafe, Jugendarrest, Resozialisierung

## Soziale Situation

### Familienformen
(unter anderem Alleinerziehende, Mehrkindfamilie, Stieffamilie)
2009 wuchsen in Deutschland 19 % aller Kinder unter 18 Jahren, insgesamt 2,4 Millionen Kinder, bei einer alleinerziehenden Mutter oder einem alleinerziehenden Vater auf. Eine genaue Übersicht vermitteln die World Vision Kinderstudien.
Im Mai 2003 war es fast jedes siebte Kind in Deutschland, insgesamt knapp 2,2 Millionen Kinder unter 18 Jahren. Auch 1996 hatte ihr Anteil bei 14 % gelegen.
2009 lebte die überwiegende Mehrheit dieser Kinder, insgesamt 2,2 Millionen, bei ihren Müttern.
2016 lebten 81 % der zehnjährigen Kinder mit Geschwistern zusammen in einem Haushalt. Dieser Anteil ist im Westen etwas höher als im Osten, und auf dem Land etwas höher als in der Stadt.

### Berufstätigkeit der Eltern
Bei über 50 % der Paare mit Kindern in Deutschland übten 2005 beide Partner eine Erwerbstätigkeit aus. Dabei lag die Erwerbsquote von Vätern (im Jahr 2003) weitgehend unabhängig von der Kinderzahl bei ungefähr 80–90 % und die von Müttern, bei insgesamt geringer Höhe von circa 60–70 %, ab einer Zahl von drei Kindern deutlich niedriger bei ungefähr 50 %. Die Erwerbstätigkeit deutscher Mütter lag (im Jahr 2002) deutlich höher als die ausländischer Mütter in Deutschland.

### Migrationshintergrund
In Deutschland hat – im Vergleich zu anderen Ländern gesehen – ein hoher Anteil der Kinder einen Migrationshintergrund. Bei den unter 5-Jährigen stellen Personen mit Migrationshintergrund im Jahr 2008 ein Drittel dieser Bevölkerungsgruppe.
Siehe auch: Kinder mit Migrationshintergrund in Deutschland und Integration von Zugewanderten in Deutschland
Siehe auch: Schulische Erfolge von Kindern mit Migrationshintergrund in Ost- und Westdeutschland

### Pflege von Angehörigen
Schätzungsweise 230.000 Kinder und Jugendliche bundesweit kümmern sich um chronisch kranke oder pflegebedürftige Angehörige. Das sind ungefähr 5 % aller Kinder und Jugendlichen. Laut einer repräsentativen Umfrage unter 1.000 von ihnen hilft die überwiegende Mehrheit (90 %) hilft mehrmals in der Woche, ein Drittel (33 %) sogar täglich (Stand: 2016).
Siehe auch: Young Carers

## Ökonomische Situation

### Wohnsituation
Das Deutsche Kinderhilfswerk fordert „ein vernetztes System kindgerechter Spiel-, Erlebnis- und Aufenthaltsbereiche in Städten und Kommunen“ und stellt fest:

„Die Erfahrungsräume von Kindern und Jugendlichen wurden durch intensive Bebauung und Funktionalisierung der Außenräume von Städten und Kommunen völlig verändert bzw. gingen verloren. Kinder und Jugendliche geraten in die Isolation, weil ihnen Spielplätze als Reservate angeboten werden oder Flächen von minderer Freiraumqualität am Orts- oder Quartiersrand, die nur schlecht oder unter Gefahren erreichbar sind. Stark befahrene Straßen bilden schwer oder nicht überwindbare Barrieren, welche die Stadtteile zerschneiden. Zusätzlich sind Wohnortstraßen in den letz[t]en Jahren für Kinder fast vollständig als Spielort verloren gegangen.“

### Armut
In Deutschland ist laut UNICEF die Kinderarmut von 1990 bis 2005 stärker angestiegen als in den meisten anderen Industrieländern. Kinder sind häufiger arm als Erwachsene. Besonders häufig sind Migrantenkinder und Kinder von Alleinerziehenden arm.
Kinderarmut hat nicht nur mit dem Einkommen zu tun. Auch andere Dinge schränken laut Unicef die Lebenschancen von Kindern ein. So fehlt es oft an Zuwendung, Erziehung, Bildung, gesunder Ernährung und Bewegung. „Sie [Kinder aus armen Familien] können sich im Unterricht nicht konzentrieren und brechen öfter die Schule ab. Bei Kindern ausländischer Eltern kommen Sprachprobleme hinzu. Sie leben häufiger in beengten Wohnverhältnissen und vernachlässigten Stadtteilen mit schlechten Schulen und unzureichenden sozialen Angeboten.“
Siehe auch: Armut, Kinderarmut in den Industrieländern, Armutsbericht der Bundesregierung#Familie und Kinder
Laut Familienreport der Bundesregierung von 2009 wachsen in Deutschland vor allem Kinder von Alleinerziehenden, Kinder mit zwei und mehr Geschwistern sowie Kinder mit Migrationshintergrund in einer Familie mit einem Einkommen unterhalb der Armutsrisikoschwelle auf.

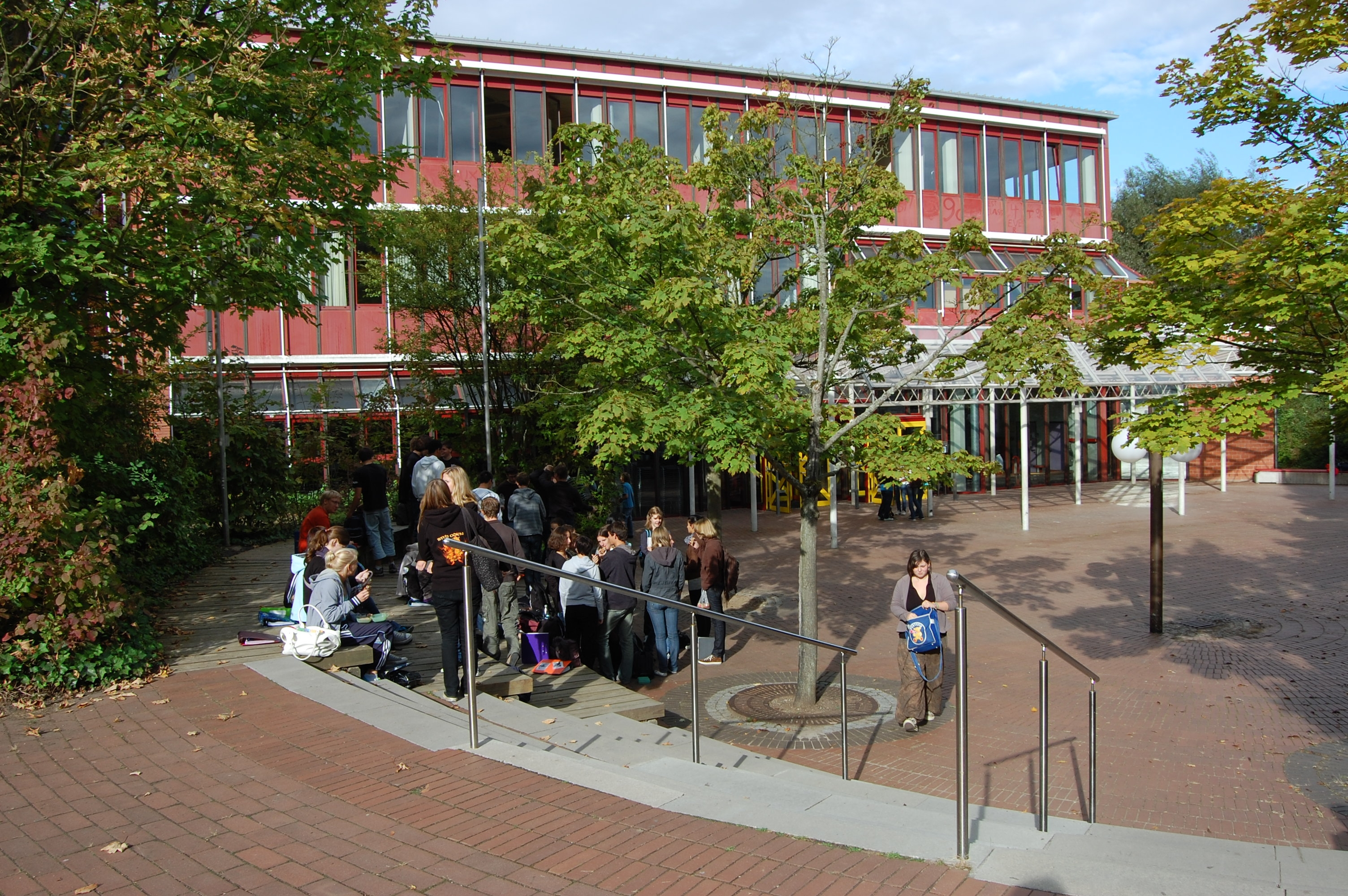
Gymnasium in Nieder-Olm, Deutschland

## Bildung und außerhäusliche Erziehung
Im März 2009 wurden in deutschen Kinderkrippen etwa 417.000 Kleinkinder gezählt; dies sind 20 % aller Kinder unter 3 Jahren. In den östlichen Bundesländern war der Kinderkrippenbesuch weitaus häufiger als im Westen. 1,9 Mio. Kinder (92 % aller Drei- bis Sechsjährigen) besuchten einen Kindergarten.
Im deutschen Schulwesen gliedert sich die Schule in Grundschule, Sekundarstufe I und Sekundarstufe II. Es handelt sich um ein gegliedertes Schulsystem mit einer im Vergleich zu anderen Ländern frühzeitigen Festlegung der Schullaufbahn. Neben Hauptschule, Realschule und Gymnasium bestehen Gesamtschulen und weitere Schulformen. Der Schulunterricht findet, von Schule zu Schule verschieden, halb- oder ganztägig statt.
Laut UNICEF haben Kinder wenig gebildeter Eltern in Deutschland geringere Chancen, Lesen und Schreiben zu lernen, als ihre Altersgenossen. Kinder besuchen laut Unicef in Deutschland oft eine Schulform, die nicht ihren tatsächlichen Fähigkeiten und Potenzialen entspricht. Als Beleg dieser Aussage wird angegeben, dass 40 % der Realschüler und 6 % der Hauptschüler bessere Mathematikleistungen erbringen als das schlechteste Viertel der Gymnasiasten.
Laut StiftungsReport 2012/13 des Bundesverbands Deutscher Stiftungen ist die Nutzung elektronischer Medien – im Internet surfen, fernsehen und Computer oder Spielekonsole spielen – die Lieblings-Freizeitbeschäftigung der befragten 9- bis 18-Jährige in Deutschland; jedes zweite Kind möchte zudem in einem Sportverein oder einer Musikgruppe teilnehmen, wobei die tatsächliche Teilhabe an Sport- und Musikangeboten stark von der ökonomischen Situation der Familie abhängt.
Siehe auch: Bildungssystem in Deutschland, Bildungsbenachteiligung in der Bundesrepublik Deutschland, Armutsbericht der Bundesregierung#Bildung

## Mediennutzung
Die Mediennutzung durch Kinder in Deutschland hängt stark von Geschlecht, Schicht, Migrationsstatus und Herkunftsregion ab. So bringt es ein Junge aus einer bildungsfernen Familie mit Migrationshintergrund, der in einer norddeutschen Stadt aufwächst etwa, im Durchschnitt pro Schultag auf 4 Stunden und 5 Minuten Medienkonsum, ein einheimisches Mädchen aus Süddeutschland, von dem mindestens ein Elternteil Abitur hat, auf 43 Minuten (es handelt sich hierbei um Durchschnittswerte).
Laut UNICEF besaßen bereits 2005 in Deutschland 39 Prozent der Kinder einen eigenen Fernseher. Wie häufig Kinder eine Spielkonsole, einen Fernseher oder einen PC ihr eigenen nennen hängt, ebenso wie die Dauer der Mediennutzung, stark von Geschlecht, Schicht, Migrationsstatus und Herkunftsregion ab. So hängt unter 10-jährigen Kindern der Besitz sowohl eines eigenen PC, als auch einer Spielkonsole sowie eines Fernsehers im eigenen Zimmer auf systematische Weise mit Geschlecht, Schicht, Migrationsstatus und Herkunftsregion zusammen: Die Präsenz jedes dieser Geräte ist für Mädchen niedriger als für Jungen, sinkt mit steigendem Bildungsniveau der Eltern, ist für Kinder ohne Migrationshintergrund niedriger als für Kinder mit Migrationshintergrund und für süddeutsche Städte niedriger als für norddeutsche Städte.
Im Jahr 2015 besitzt praktisch jeder der für die JIM-Studie befragten Zwölf- bis 19-Jährigen ein Handy (98 Prozent), 92 Prozent ein Smartphone und drei Viertel können mit einer Flatrate online surfen. Gut drei Viertel der Zwölf- bis 19-Jährigen besitzen einen eigenen Computer oder Laptop, über die Hälfte hat einen eigenen MP3-Player (59 Prozent) und Fernseher (57 Prozent), zudem besitzt die Hälfte der Jugendlichen eine Spielkonsole. 47 Prozent haben eine Digitalkamera und 29 Prozent ein eigenes Tablet.
Die Tatsache, dass 2015 58 Prozent aller 14–29-Jährigen täglich außer Haus Smartphone-Apps nutzen, verweist auf die Möglichkeit für Kinder und Jugendliche, sich der Kontrolle ihres Medienkonsums durch Eltern und Erziehungsberechtigte weitgehend zu entziehen.
Kinder, die viel Zeit mit Medienkonsum verbringen, weisen im Durchschnitt deutlich geringere Schulleistungen auf als Kinder, die mit Massenmedien wie dem Fernsehen nur wenig Zeit verbringen.
Als Erklärungsmodelle wird genannt, dass bei wachsendem täglichen Medienkonsum der Kinder die Zeit für eine gründliche Erledigung ihrer Schulaufgaben knapp werde und dass die bei sehr häufiger Nutzung entwicklungsbeeinträchtigender Medieninhalte auftretende Belastung sich negativ auf die Schulleistung auswirke. Einige Untersuchungen liefern Hinweise auf eine Beeinträchtigung der Konzentrationsleistung.
Auch Längsschnittstudien belegen unmittelbare negative Effekte zwischen Fernsehkonsum und der Rechen-,
Sprach- und Lesekompetenz von Kindern. Zwischenergebnisse einer Längsschnittstudie des Kriminologischen Forschungsinstituts Niedersachsen (KFN) deuten darauf hin, dass sich aus den Medienzeiten von Drittklässlern eine Veränderung der Schulleistung in der vierten Klasse vorhersagen ließ.
Auffällig ist der Umgang mit dem Internet durch 14–19-Jährige im Vergleich zu anderen Altersgruppen: Seit 2010 nutzen praktisch alle Jugendlichen zumindest gelegentlich das Internet, 83,9 Prozent von ihnen sogar täglich (deutlich niedrigere Werte gibt es allerdings erst bei den über 30 Jahre Alten). Deutlich höher als auch in der Gruppe der 20–25-Jährigen ist die Nutzung des Internets durch Jugendliche zu den folgenden Zwecken: Chatten, Onlinespiele, „einfach so“ Surfen sowie Nutzung von Online-Communitys, Fotocommunitys und Instant-Messaging-Diensten. Deutlich seltener als die etwas Älteren nutzen Jugendliche das Internet, um Artikel und Berichte zu lesen und um Informationen im Internet zu suchen.
Siehe auch: Medienerziehung, Medienkompetenz und Schule und Jugendmedienschutz

## Gesundheit
In den letzten Jahren gab es laut UNICEF eine starke Zunahme von chronischen Krankheiten, Übergewicht und Problemverhalten bei Kindern. Rund 13 % der Kinder leiden an Bronchitis oder Neurodermitis. Jeweils 15 % sind übergewichtig oder haben Verhaltensauffälligkeiten oder emotionale Probleme.
Nach Auskunft von UNICEF konsumieren 36 % der Zwölfjährigen regelmäßig Alkohol, sind 20 % der deutschen Kinder übergewichtig und immer mehr Kinder psychisch gestört oder verhaltensgestört. Der 13. Kinder- und Jugendbericht bestätigte frühere Erkenntnisse, wonach ein niedriges Bildungsniveau der Eltern, eine schlechte Einkommenslage und schlechte Wohnbedingungen der Familie sowie ein Migrationshintergrund mit höheren Gesundheitsrisiken für Kinder und Jugendliche einhergehen. In diesen Bevölkerungsgruppen zeigen sich zunehmend chronische und psychosomatische Krankheitsbilder, die viel mit Lebensweise und lebenslagenabhängigen Stressfaktoren zu tun haben. (Siehe auch: Alkoholmissbrauch unter Jugendlichen in Deutschland sowie Kinderarmut und Ernährung.)
Minderjährige Kinder von Asylbewerbern, auf die nach § 1 AsylbLG das Asylbewerberleistungsgesetz anzuwenden ist, erhalten ebenso wie ihre Eltern eine eingeschränkte Gesundheitsversorgung: nach § 4 Abs. 1 AsylbLG werden sie im Regelfall nur bei Vorliegen einer akuten Erkrankung oder bei Schmerzzuständen medizinisch versorgt; nur für einige von ihnen kommen nach § 2 AsylbLG auch Hilfen zur Gesundheit nach SGB XII zum Tragen. Die reduzierte medizinische Versorgung Minderjähriger wird von Pro Asyl und vom Deutschen Roten Kreuz als ein Verstoß gegen Artikel 24 Absatz 1 der Kinderrechtskonvention aufgefasst, dem zufolge die Vertragsstaaten das Recht des Kindes auf „das erreichbare Höchstmaß an Gesundheit“ anerkennen. Sie gefährde das Kindeswohl und stelle eine Diskriminierung dieser Minderjährigen dar.

### Kinder mit einer Behinderung
Die Datenlage zur Situation von Familien mit behinderten Kindern ist – zumindest in Deutschland – relativ dünn.
Eine solche Untersuchung wurde in 16 Modellregionen – eine je Bundesland – bei insgesamt knapp 1000 Familien durchgeführt, in denen ein behindertes Kind lebt:
Bei den befragten Familien
- gab es überdurchschnittlich viele allein erziehende Frauen;
- lag die Zahl der Kinder im Durchschnitt deutlich höher als im Bundesdurchschnitt;
- stellte die Betreuung und Förderung des behinderten Kindes einen sehr großen Anteil der zu leistenden Familienarbeit dar, denn es benötigte pro Tag im Durchschnitt viele Stunden mehr Hilfe als ein nicht behindertes Kind gleichen Alters.
- war die Aufgabenverteilung nach wie vor geschlechtsspezifisch: zumeist übernehmen die Mütter den Großteil der anfallenden Familienaufgaben;
- waren die Mütter weniger häufig erwerbstätig als im Durchschnitt;
- war die Mehrheit der Mütter mit ihrer zeitlichen Situation überwiegend zufrieden, ein kleinerer Teil voll und ganz zufrieden;
- äußerte sich die Mehrzahl der Mütter mit dem Umfang ihres Zeiteinsatzes für die Betreuung der anderen Kinder zufrieden;
- äußerten die Mütter auf Nachfrage aber den Wunsch nach mehr Arbeitsteilung in der Familie; sie würden ihren eigenen Zeiteinsatz für die Betreuung des behinderten Kindes und die Hausarbeit gern verringern und wünschen sich mehr Zeit für Freizeit und Erwerbstätigkeit.

Von herausragender Bedeutung für die Entlastung von Familien mit behinderten Kindern sind die Familienentlastenden Dienste verschiedener Anbieter, die in Deutschland in der Regel im Rahmen von Verhinderungs- oder Ersatzpflege von der zuständigen Pflegeversicherung bezahlt werden, sofern das behinderte Kind mindestens in die Pflegestufe „1“, seit Juni 2008 auch in die so genannte Pflegestufe „0“ eingestuft wurde.
Die ehemalige Behindertenbeauftragte Karin Evers-Meyer sieht ein soziales Risiko für Familien mit Kindern, die eine Behinderung haben: „Familien mit Kindern mit Behinderung haben in Deutschland ein doppelt so hohes Armutsrisiko wie Familien mit Kindern ohne Behinderung.“

### Psychische Gesundheit
Mit der Studie zur Gesundheit von Kindern und Jugendlichen in Deutschland (KiGGS) werden seit 2003 bundesweit Eckdaten zum Gesundheitszustand, zum Gesundheitsverhalten, zu den Lebensbedingungen und zur gesundheitlichen Versorgung von Kindern und Jugendlichen erfasst; eine weitere Studie (BELLA-Studie) fügt ihr Daten zur psychischen und subjektiven Gesundheit hinzu. Der Studie zufolge sind bei 9,7 % aller 7- bis 17-jährigen „wahrscheinlich“ und 12,2 % „möglicherweise“ psychisch auffällig; bei 78,1 % sind psychische Auffälligkeiten „unwahrscheinlich“. Dabei werden psychische Auffälligkeiten mit einem Strengths and Difficulties Questionnaire (SDQ) und weiterer Screening-Verfahren gemessen. Am häufigsten sind (1.) Ängste, und an weiterer Stelle stehen (2.) Störungen des Sozialverhaltens, (3.) Depression und (4.) ADHS.
Die Kommission des 13. Kinder- und Jugendberichts äußerte die Vermutung einer zu leichtfertigen Verordnung von Medikamenten mit Stimulanzien zur Behandlung von ADHS durch Ärzte, insbesondere außerhalb des Fachgebietes der Kinder- und Jugendpsychiatrie.
Eine Frühförderung als „Komplexleistung“ gemäß SGB IX 2001 und der Frühförderungsverordnung (siehe Abschnitt Recht) ist trotz eines hohen Bedarfs bundesweit relativ wenig verbreitet. Im 13. Kinder- und Jugendbericht wird betont, dass aus einer Lernstörung eine seelische Störung resultieren kann, die zu weiteren Beeinträchtigungen führen kann, wenn die notwendigen Fördermaßnahmen nicht oder zu spät erfolgen. Es bestehe eine steigende Zahl von infolge von Lernproblemen seelisch beeinträchtigten jungen Menschen. Hier komme einem ausreichenden Förderangebot in der Schule eine hohe Bedeutung zu, um einer Ausgrenzung der betroffenen Kinder und Jugendlichen entgegenzuwirken.
Zur Frage, wie viele von den ungefähr 13 Millionen Kindern und Jugendlichen in Deutschland mit psychisch kranken Eltern aufwachsen, sind keine genauen Zahlen bekannt. Manchen Schätzungen zufolge sind es über eine Million Kinder; einige Experten sprechen hingegen von drei Millionen.

## Kultur und Feste
Jahreszeitliche und religiöse Feste sowie die damit einhergehenden Rituale und Traditionen spielen eine wesentliche Rolle in der Kindheit. Zu Karneval, Fastnacht bzw. Fasching verkleiden sich Kinder, wobei je nach Region auch Schulkinder an Straßenumzügen teilnehmen. Zu Ostern suchen Kinder üblicherweise vom Osterhasen versteckte Eier. Im Herbst finden am Martinstag Martinsumzüge und Martinssingen statt, wobei zunehmend auch Halloween in Deutschland gefeiert wird.
In christlicher Tradition ist die Advents- und Weihnachtszeit von besonderer Bedeutung. Am Nikolaustag bringt christlich-kindlicher Tradition zufolge der Nikolaus, teils begleitet von Knecht Ruprecht, den Kindern Süßigkeiten, Obst, Nüsse oder Geschenke, und der Adventskalender, das Plätzchenbacken und die Kerzen auf dem Adventskranz sind charakteristisch für den letzten Monat vor Weihnachten.
Festlichkeiten werden teils in der Familie und teils auch in der Schule oder der Kindertagesstätte gefeiert, oft unter Mitwirkung der Eltern und teils auch der Großeltern. Zusätzlich spielen einzelne Schulfeste, vor allem aber auch Geburtstage und gegenseitige Einladungen der Kinder zu Kindergeburtstagen, eine wichtige Rolle im Alltag der Kinder.

## Politik
Der Kinder- und Jugendbericht zeigt Maßnahmen auf, die die Bundesregierung zur Verbesserung der Lage von Kindern und Jugendlichen ergreift. Eine wesentliche Rolle bei der Ermittlung der aktuellen Lage von Kindern und Jugendlichen spielen Daten des im Auftrag des Bundesministeriums für Gesundheit entwickelten und unter anderem vom Bundesministerium für Bildung und Forschung geförderten Kinder- und Jugendgesundheitssurveys
(KiGGS).